# Richard Blanco (político)
Richard José Blanco Cabrera (Caracas, 27 de diciembre de 1964) es un político venezolano, actual diputado de la Asamblea Nacional y presidente del partido Alianza Bravo Pueblo.

## Carrera
Richard Blanco se graduó como licenciado en comunicación social de la Universidad Católica Cecilio Acosta y cursó estudios de derecho en la Universidad Santa María. Actualmente es el presidente del partido Alianza Bravo Pueblo (ABP) y es columnista del diario El Nacional. Fue coordinador general de la prefectura de la extinta gobernación del Distrito Capital en 1992, director general de los cementerios municipales entre 1996 y 1999, director de gestión ciudadana de la alcaldía de Caracas entre 1999 y 2001 y prefecto de Caracas bajo la gestión municipal de Antonio Ledezma entre 2008 y 2009.
Richard fue arrestado en Caracas en agosto de 2009, imputado de incitar a la violencia y de lesionar a un funcionario policial durante una manifestación. Amnistía Internacional afirmó que «su detención parecía estar políticamente motivada», afirmando que la evidencia de video ofrecida para demostrar sus cargos no demostraba ninguna evidencia de violencia o de incitación por Blanco. La organización pidió su liberación. Fue liberado bajo fianza en abril de 2010. Fue diputado a la Asamblea Nacional para el periodo 2011-2015. Posteriormente reelecto para el periodo 2016-2021. Fue presidente de la Comisión Permanente de Cultos y Régimen Penitenciario de la Asamblea Nacional de Venezuela en 2016 y 2017.
En 2018 fue designado jefe de fracción de la alianza Soy Venezuela en la Asamblea Nacional (facción 16 de Julio) hasta el año 2019 cuando es sucedido por el militante de Convergencia, Biagio Pilieri. Fue uno de los firmantes de Carta de Madrid.